# Rogelio Farías
Rogelio Farías Salvador (* 13. August 1949 in Santiago de Chile; † 7. April 1995 ebenda) war ein chilenischer Fußballspieler. Er nahm an der Fußball-Weltmeisterschaft 1974 teil.

## Karriere

### Verein
Farías begann seine Profikarriere in seiner Geburtsstadt Santiago bei Unión Española. In der Spielzeit 1973 gewann er mit seinem Klub die chilenische Meisterschaft.
1974 wechselte er zum spanischen Zweitligisten FC Cádiz. Nach zwei Spielzeiten kehrte er aus Europa zu Unión Española zurück, wo er 1977 seinen zweiten Meistertitel gewann. Nach dem Ende der Saison 1978 war er je eine Spielzeit für CD O’Higgins und Audax Italiano aktiv. 1981 schloss er sich dem Zweitligisten Coquimbo Unido an, der gerade aus der Primera División abgestiegen war. Nach dem verpassten Wiederaufstieg beendete er seine Spielerkarriere.

### Nationalmannschaft
Zwischen 1972 und 1977 bestritt Farías 13 Länderspiele für die chilenische Nationalmannschaft, in denen er zwei Tore erzielte.
Für die Fußball-Weltmeisterschaft 1974 in Deutschland wurde er von Trainer Luis Álamos in das chilenische Aufgebot berufen. Im Auftaktspiel gegen Gastgeber Deutschland kam er nicht zum Einsatz. In den Partien gegen die  DDR und Australien wurde er jeweils in der zweiten Halbzeit eingewechselt. Als Gruppendritter schied Chile nach der Vorrunde aus dem Turnier aus.

## Erfolge
- Chilenische Meisterschaft: 1973 und 1977